# Juehuaornis
Juehuaornis is een geslacht van uitgestorven vogels uit het Vroeg-Krijt van het huidige China, behorend tot de Ornithuromorpha.
In 2015 werd de typesoort Juehuaornis zhangi benoemd en beschreven door Wang Renfei, Wang Yan en Hu Dongyu. De geslachtsnaam combineert een verwijzing naar het eiland Juehua voor de kust van Liaoning, het 'chrysanteneiland', met een Oudgrieks ὄρνις, ornis, 'vogel'. De combinatie is dus ook bedoeld als 'chrysantenvogel'. De soortaanduiding eert conservator Zhang Dayong.
Het holotype SJG 00001 is nabij Lingyuan gevonden in een laag van de Jiufotangformatie die dateert uit het Aptien. Het bestaat uit een vrijwel volledig en in verband liggend skelet van een jongvolwassen individu platgedrukt op een plaat. Ongebruikelijk is dat men de tegenplaat heeft aangewezen als het paratype met nummer SJG 00001A. Uitgebreide resten van het verenkleed zijn bewaardgebleven.
Het is gesuggereerd dat Changzuiornis en Dingavis jongere synoniemen zijn van Juehuaornis.
Juehuaornis is een middelgrote vogel met een lengte inclusief staartveren van zo'n vijfentwintig centimeter. Een opvallend en uniek kenmerk van de soort is het bezit van een lange puntige snavel die ongeveer 70 procent van de lengte van de schedel uitmaakt. De bovensnavel eindigt in een haakje, terwijl de punt van de ondersnavel recht is.
De beschrijvers hebben Juehuaornis niet verder gedetermineerd dan de Ornithuromorpha. Typische kenmerken voor die groep, synapomorfieën, welke Juehuaornis toont zijn het bezit van een synsacrum van twaalf sacrale wervels; een kort pygostyle aan het uiteinde van de staart; een lang en gekromd schouderblad; een U-vormig vorkbeen zonder vooruitstekende punt ofwel hypocleidum; een ravenbeksbeen met een goed ontwikkeld voorste uitsteeksel, de processus procoracoides, en een holle zijrand; een borstbeen dat over de volle lengte gekield is; een onderlinge vergroeiing van bovenste en onderste uiteinden van alle middenhandsbeenderen en een eerste kootje van de tweede vinger dat aan de achterzijde verbreed is.
De snavel van Juehuaornis duidt op een speciale ecologische aanpassing aan het eten van wormen uit zachte grond of modder.